# 有村優樹
有村 優樹（ありむら ゆうき、1992年9月21日 - ）は、鹿児島県日置市出身の元陸上競技選手。専門は長距離走。鹿児島実業高等学校、明治大学を経て、旭化成陸上部に所属した。

## 経歴･人物
- 高校時代は鹿児島実業高等学校の陸上部員として活動。3年時の全国高校駅伝では、同級生の吉村大輝や市田孝・市田宏兄弟とともに、鹿児島実業高校を全国高校駅伝初制覇に導いた[1]。またトラックでも、市田孝とともに2年生時から5000mで13分台の記録をマークするなどの活躍を見せた。
- 高校卒業後は明治大学に進学。同級生には高校時代からライバルであった、同郷の大六野秀畝(鹿児島城西高校卒)がいる[2]。最終学年時にはチームの主将となり、有村や大六野に加え八木沢元樹などの有力選手が揃い、最強世代と呼ばれたチームを引っ張った[3]。大学三大駅伝には4年間で通算10回出走。2年時の出雲駅伝では1区で区間最下位と辛酸を舐めたが、次戦となる全日本大学駅伝では5区で区間賞を獲得。全日本大学駅伝では4年時にも3区で区間賞を獲得し、8区で区間賞を獲得した大六野とともにチーム史上過去最高順位となる2位入賞に貢献した[4]。箱根駅伝には4年間すべて出場し、区間3位が二度、区間2位が二度という安定感を見せた[5]。
- 大学卒業後は、明治大学の3学年上の主将・鎧坂哲哉の所属する旭化成に大六野秀畝とともに入社。他の同期には、入社1年目の8月に世界陸上に双子で出場することになる村山謙太･村山紘太兄弟、有村とともに鹿児島実業高校を全国高校駅伝優勝に導いた吉村大輝、市田孝･市田宏兄弟がいる。
- 2019年11月、第32回大田原マラソンで初マラソン･初優勝を果たした(2時間15分40秒)[6]。

## 記録

### 自己ベスト記録
- 5000m - 13分43秒20
- 10000m - 28分35秒61
- ハーフマラソン - 1時間02分16秒
- マラソン - 2時間13分30秒

### 大学駅伝戦績
| 学年             | 出雲駅伝                      | 全日本大学駅伝              | 箱根駅伝                         |
| ---------------- | ----------------------------- | --------------------------- | -------------------------------- |
| 1年生 (2011年度) | 第23回 5区-区間11位 20分21秒  | 第43回 3区-区間7位 28分28秒 | 第88回 8区-区間3位 1時間05分25秒 |
| 2年生 (2012年度) | 第24回 1区-区間21位 25分29秒  | 第44回 5区-区間賞 33分48秒  | 第89回 7区-区間3位 1時間05分01秒 |
| 3年生 (2013年度) | 第25回 ― - ― 出走なし         | 第45回 4区-区間6位 41分50秒 | 第90回 8区-区間2位 1時間05分21秒 |
| 4年生 (2014年度) | 第26回 2区エントリー 大会中止 | 第46回 3区-区間賞 27分32秒  | 第91回 3区-区間2位 1時間02分41秒 |